# Sønder Bjert Kirke
Sdr. Bjert Kirke i Sønder Bjert syd for Kolding er bygget i slutningen af 1100 tallet som afløser for en ældre trækirke. Den er bygget af kløvede kampesten og har oprindelig ikke haft tårn og tilbygninger. Kirken er tækket med et blytag, som er fornyet flere gange, sidst i år 2000.
Under Svenskekrigene stjal de svenske soldater bly fra kirketaget som de omstøbte til kugler. I 1660, måtte blytækkeren arbejde på taget i seks uger på at reparere taget.
Klokketårnet med de fire hvide gavlspidser, opført mellem 1450-1500, er bygget af munkesten og tækket med skifer. I 1862 blev syd- og vestsiden skalmuret og vestindgangen blev åbnet i 1856.
Tårnet har en lille klokke fra 1784 og to større fra 1842. Ved gudstjenester ringes der med de to store, og ved særlige lejligheder med alle tre. Tårnurene er fra 1898 og 1946.
Skibet har plads til ca. 375 mennesker. Sidst i 1700 tallet fik rummet de store vinduer og træloftet blev erstattet af det nuværende overpudsede loft med stjernerne.
Krucifikset på kirkens sydvæg stammer fra midten af 1200 tallet og har oprindelig hængt over korbuen. Selve korset er udskiftet i 1941. I det udhulede bryst blev der sidst i 1800-tallet fundet rester af en relikvie. De er nu på Nationalmuseet.
Koret er den ældste del af kirken, men er ombygget flere gange. Oprindelig havde koret et fladt træloft ligesom skibet. Omkring år 1400 blev der indbygget nogle fine hvælv og de gamle små nordvinduer muret til. I 1881 blev den gamle apsis fjernet og muret op igen i fine tilhuggede granitkvadre. Før 1881 var apsis hvidkalket som den øvrige kirke. Under buerne i koret er der to ansigter indmuret. Mod syd er det Moses, her som andre steder fremstillet med horn. På nordsiden af koret er et cirkelrundt kalkmalet kors som formodentlig er et tegn på indvielsen af koret, muligvis efter at hvælvingerne var bygget ind.
Altertavleen fra 1624 er skåret af Hans Dreyer. I 1915 blev altertavlen ført tilbage til de oprindelige stærke, glade farver. Billedet af den korsfæstede Kristus med Maria og Johannes er malet i 1917 af Niels Skovgaard (1858-1938). Bag altertavlen står tavlerne til ”børnealtertavlen”, fem billeder, malet af en Sønder Bjerts skoles 6. klasse i 1983 til brug ved børne- og familiegudstjenester. De forestiller jul, påske og pinse.
Døbefonten fra omkring 1650 er formodentlig skåret af en Hans Nielsen fra Middelfart. Fonten er syvkantet og himlen 14-kantet, og kanten er malet med blå og røde bølgelinier for at symbolisere, at Kristi døber både med vand og ild = Helligånd. Inde i fonten er der tre dåbsfade, en malmgryde fra ca. 1400 med støbt lyseholder, en kobberkedel af senere dato og et sølvfad skænket i 1965 af menigheden..
Orgelet er indviet 12. december 2004 og er bygget af P. G. Andersen og Bruhn fra Årslev. Orgelet er på 20 stemmer på to manualer og pedal. Det er tegnet af arkitektfirmaet Borch og Svenning, Horsens.
kalkmaleriet ved siden af døbefonten er kirkens eneste, er en fremstilling af Jesu bøn i Getsemane have. Det er ikke ret godt bevaret. Men det har sikkert været et led i en længere række billeder.
Kirkeskibene er tremasteren Aron og barken Jonas Risting. Aron er skåret 1928-29 af Lars Poulsen, Odense og skænket af Baltimores sømandskirke i 1976. Jonas Risting er en nøjagtig model af barken Jonas Risting er bygget om bord på skibet 1876-77 af den da 20-årige matros Carl Johs. Nielsen. Det blev skænket til kirken, da Nielsens søn også var gift med en pige fra Sdr. Bjert.

## Eksterne kilder og henvisninger
- Sdr. Bjert Kirke (kilde)
- Bjært Sogn i J.P. Trap: Kongeriget Danmark, udarbejdet af H. Weitemeyer (3. udgave, 5. bind, 1906)
- Sønder Bjert Kirke hos KortTilKirken.dk

- Wikimedia Commons har flere filer relateret til Sønder Bjert Kirke